# Purgiernuss
Die Purgiernuss, auch Purgierstrauch (Jatropha curcas) (englisch Physic Nut, Barbados Nut; französisch Grand Medicinier), ist eine Pflanzenart in der Gattung Jatropha aus der Familie der Wolfsmilchgewächse (Euphorbiaceae).  Der ebenfalls verwendete Name „schwarze Brechnuss“ ist mehrdeutig, da er auch für die Gewöhnliche Brechnuss (Strychnos nux-vomica) und die ganze Gattung der Brechnüsse (Strychnos) verwendet wird. Auch der botanische Name verweist auf die frühere medizinische Verwendung als Kurmittel.
Häufig wird die Purgiernuss auch nach dem Gattungsnamen vereinfachend als Jatropha bezeichnet.

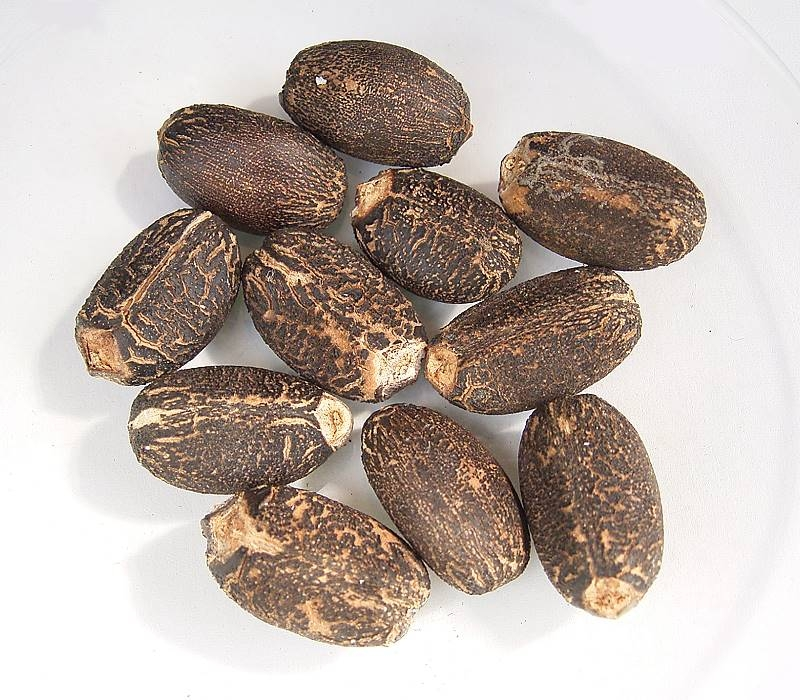
Jatropha curcas Samen

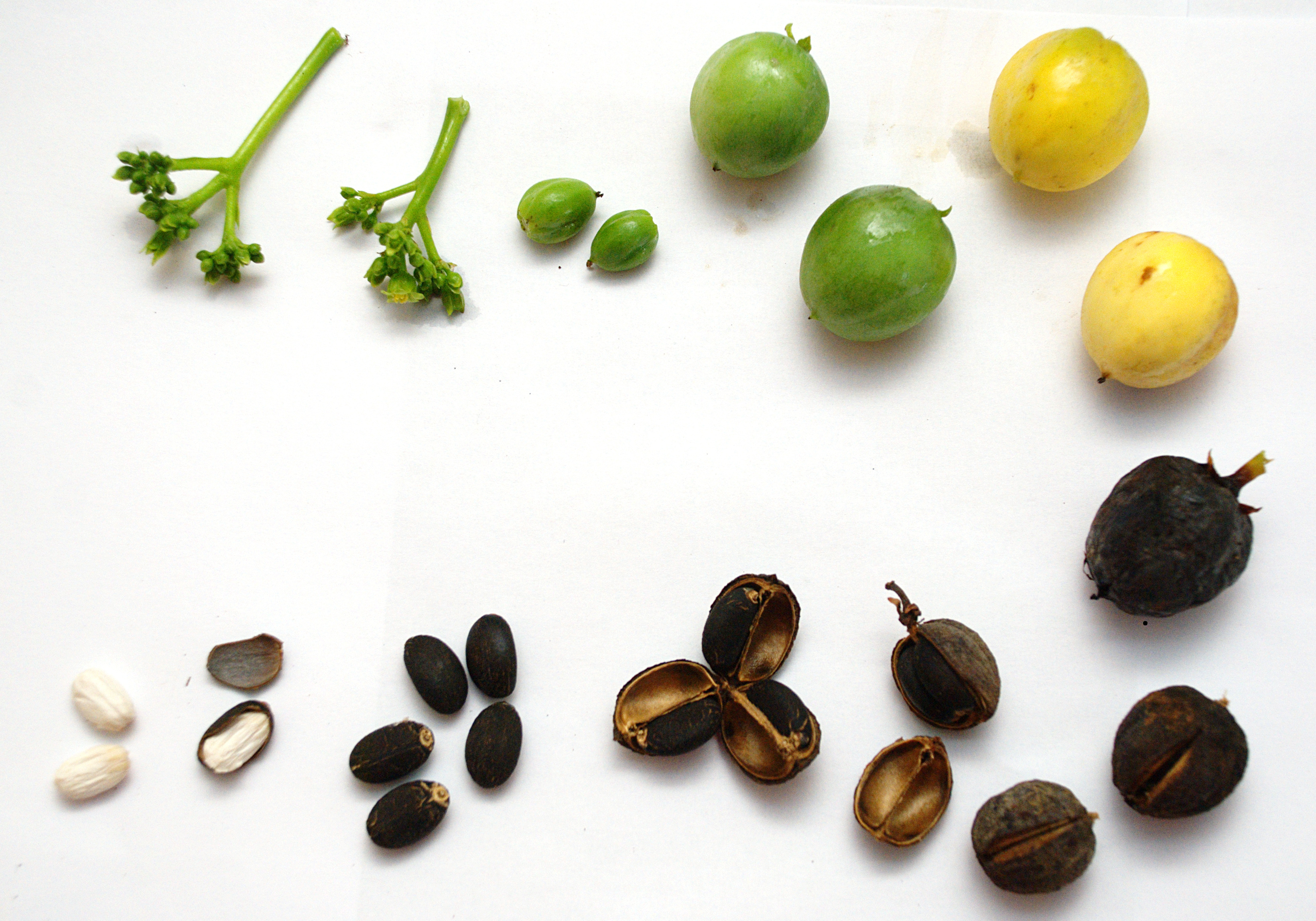
Jatropha curcas Entwicklung der Frucht

## Beschreibung
Die Purgiernuss ist ein einhäusiger monözischer, sukkulenter Strauch oder kleiner Baum von bis zu 8 Meter Höhe, sie hat eine Pfahlwurzel die bis 5 Meter tief reicht. Ihre Zweige, die einen leicht milchigen, rosa gefärbten Saft enthalten, sind von einer abschälenden Rinde bedeckt. Die Borke am alten Stamm ist rötlich-braun bis gräulich und glatt bis leicht rissig, die Rinde jüngerer Triebe ist grünlich-gelb bis grau. Der Stammdurchmesser beträgt etwa 20–50 cm.
Die auf 8 bis 16 cm langen Stielen gebildeten, breiteiförmigen und drei bis siebenlappigen, fast kahlen Blätter sind etwa 10–16 cm lang und breit. Die Basis ist mehr oder weniger herz- oder pfeilförmig, die Spitzen der einzelnen Lappen sind rundspitzig oder spitz bis zugespitzt, die Blattränder sind ganz. Die Nebenblätter sind winzig und früh abfallend. Junge, frisch entfaltete Blätter sind bisweilen rötlich bis dunkelrot, zur Trockenzeit färben sich die Blätter gelb und fallen ab. Die Blätter sind giftig, die Nervatur ist handförmig mit fünf bis sieben Adern.
Die mehrfach verzweigten Blütenstände (die Rispen) bilden meist ebene Köpfe. Die männlichen und weiblichen, fünfzähligen Blüten sind im Blütenstand voneinander getrennt, die weiblichen befinden sich am Apex des Blütenstands, die zahlreicheren männlichen Blüten besetzen nachgeordnete Positionen. Gelegentlich finden sich auch zwittrige Blüten. Die weiblichen Blüten öffnen sich etwas vorher oder gleichzeitig mit den männlichen Blüten. Die kleineren männlichen Blüten tragen 3 mm lange Kelchblätter, 6 mm lange, zur Hälfte miteinander verwachsene und innen, im unteren Teil haarige Kronblätter und acht bis zehn Staubblätter in zwei Kreisen, mit, im inneren Kreis, teilweise oder komplett verwachsenen Staubfäden. Die etwas größeren weiblichen Blüten tragen 5 mm lange Kelchblätter und 6 mm lange, frei stehende und innen, im unteren Teil haarige Kronblätter sowie etwa zehn kurze Staminodien. Alle Kron- und Kelchblätter sind gelblich, am Blütengrund befinden sich jeweils fünf Nektarien.
Der dreifächerige, aus zwei bis drei Fruchtblättern bestehende, kahle Fruchtknoten ist oberständig, mit jeweils einer anatropen Samenanlage pro Fach, er hat drei kurze Griffeln mit auffälligen, zweilappigen Narben. Die bis 3 × 2 cm großen, kugeligen, dreikammerigen, anfänglich grünen Kapselfrüchte werden dann hellgelb und bis zur vollen Reife schwarzbraun. Sie entlassen ellipsoide, durchschnittlich etwa 1,7 × 1,2 cm große und etwa 7–9 mm dicke, schwärzliche, leicht hell gefleckte, gesprenkelte Samen mit kleiner Caruncula (Ölkörper). Die weißlichen Samenkerne enthalten zu etwa 46–58 % fette Öle, der Anteil der holzigen und harten Samenschale an der Trockenmasse des Samens beträgt etwa 35–45 %. Die Tausendkornmasse der gesamten Samen beträgt etwa 400–700 Gramm. Der Anteil der Fruchtschale beträgt etwa 35–40 %.
Die Bestäubung erfolgt durch Insekten, z. B. Honigbienen, Wespen, Fliegen und Ameisen sowie Nachtfaltern.
Die Chromosomenzahl beträgt 2n = 22, seltener 44.

## Inhaltsstoffe
Die gesamten Samen mit Schale enthalten fettes Öl (ca. 23–35 %, enthält überwiegend Linolsäure, Ölsäure, Palmitinsäure), Proteine (13–17 %, u. a. Lectine wie Curcin I und II sowie ein Hämagglutinin), 4–11 % Kohlenhydrate, Diterpenester, β-Sitosterol-β-D-glucosid, Dulcitol.

## Galerie

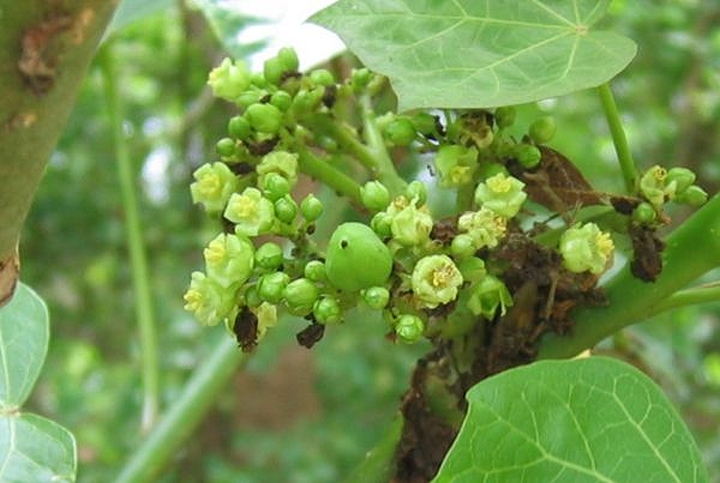
Blütenstand
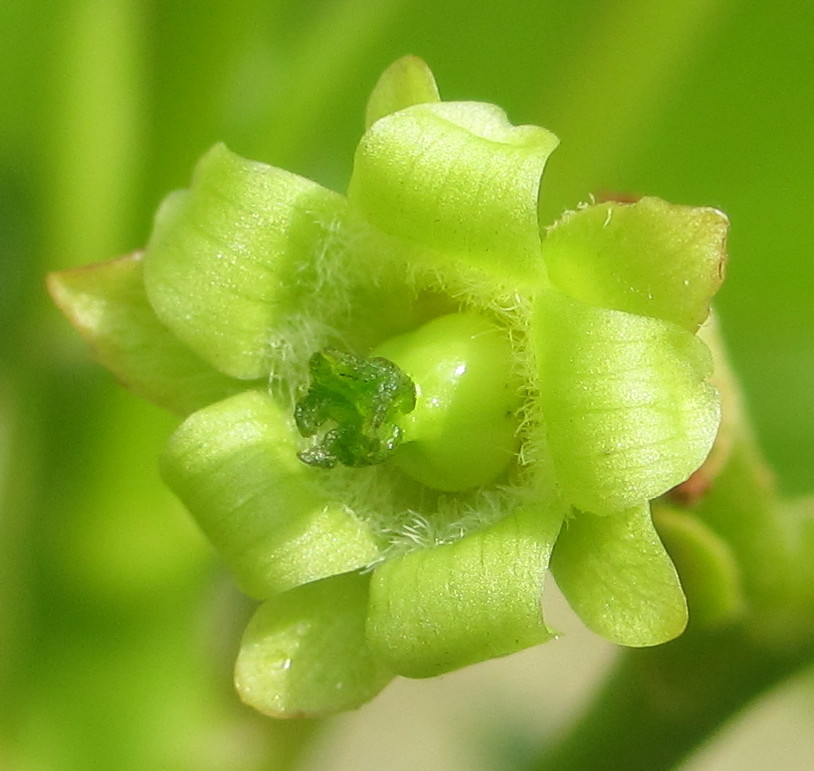
Weibliche Blüte
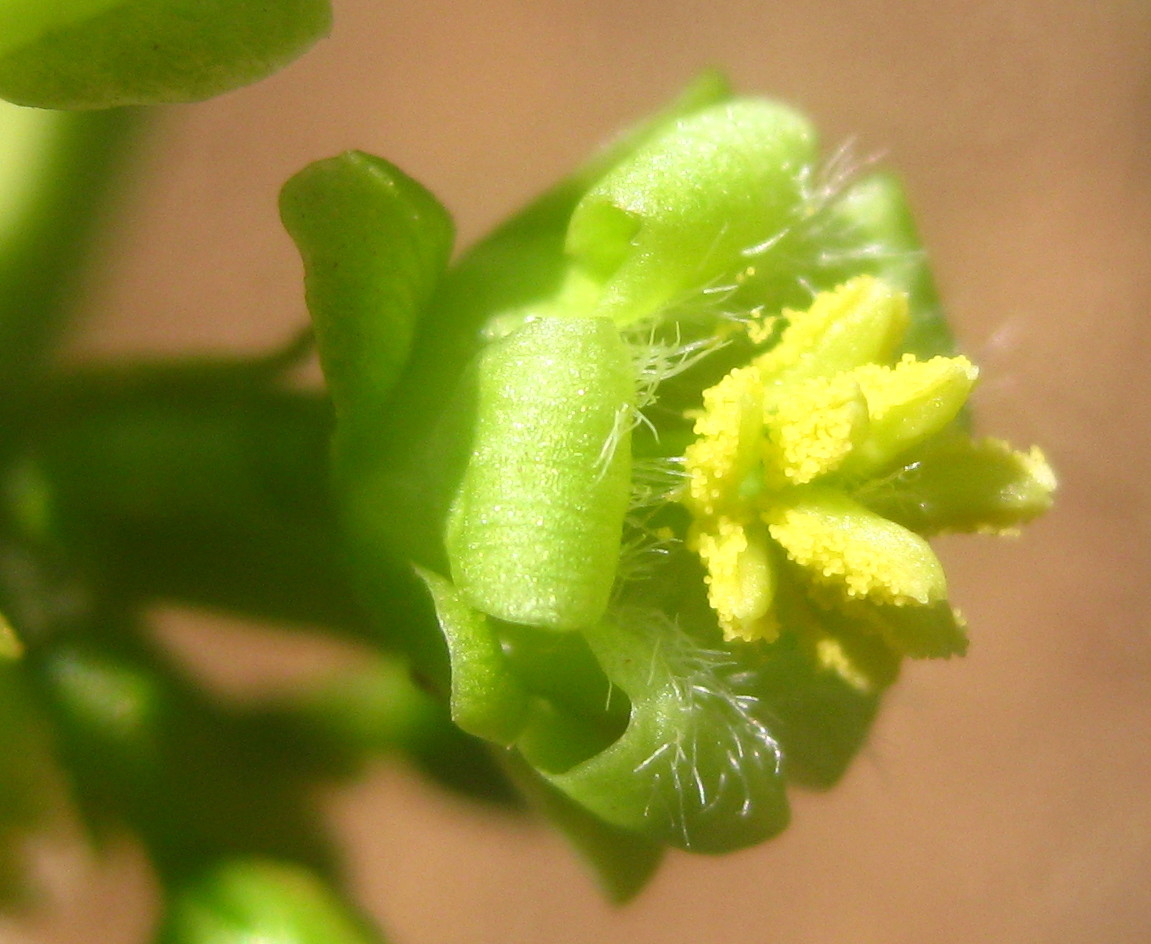
Männliche Blüte
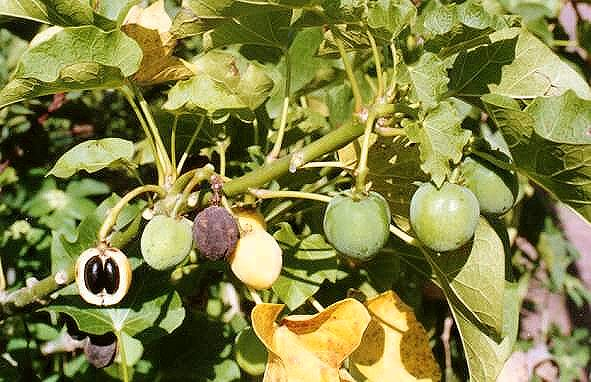
Unreife, grüne und reife, schwarze Früchte
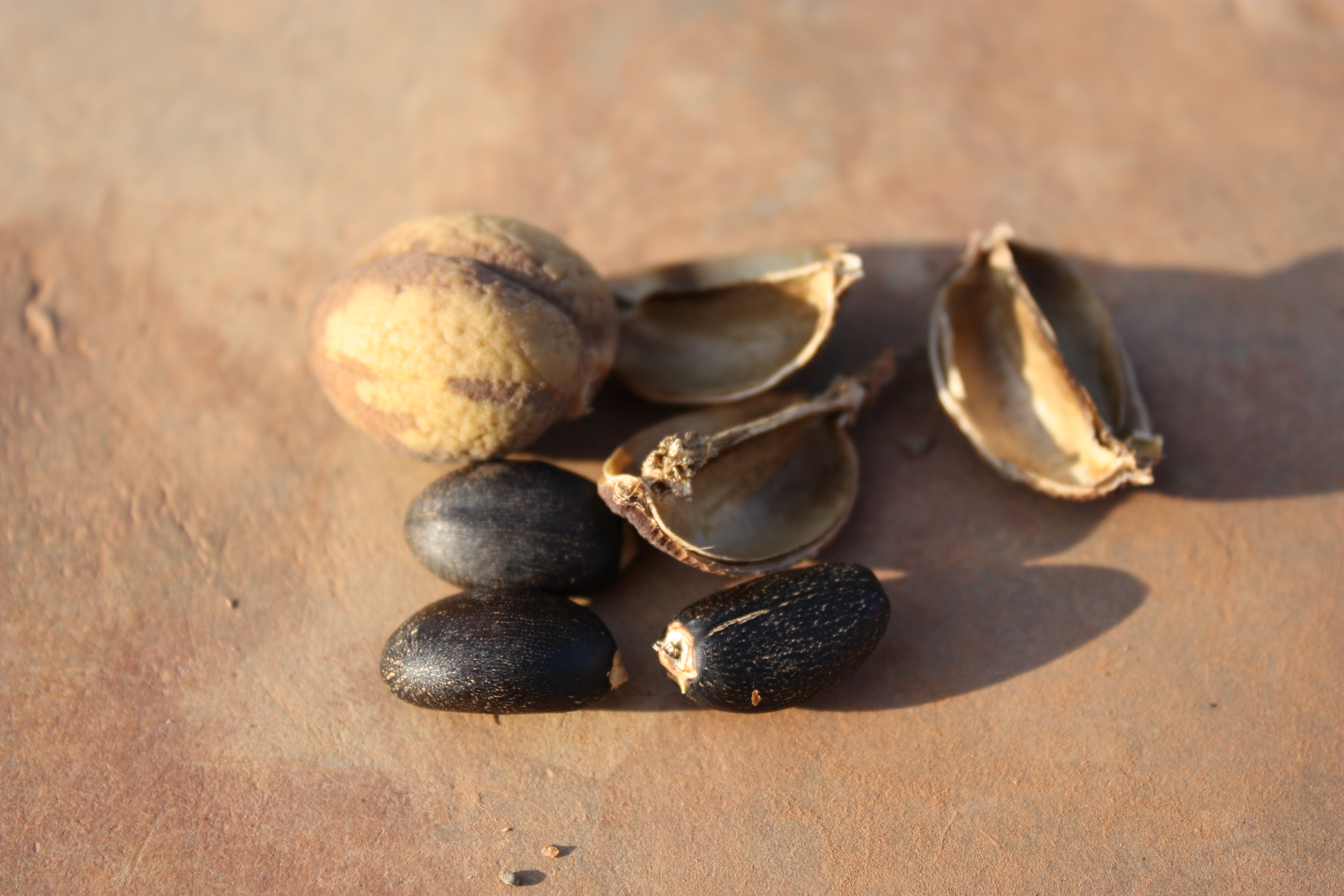
Frucht und Samen
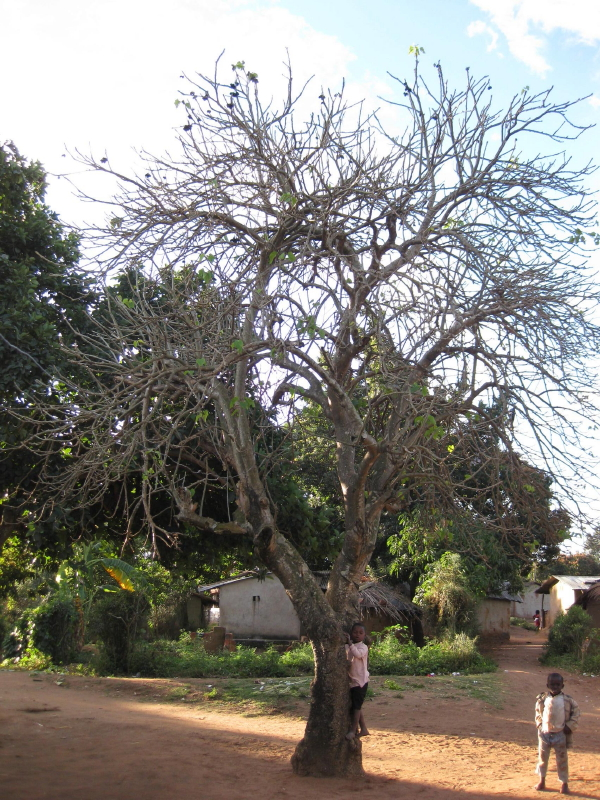
Großer Purgiernussbaum

## Toxizität
Die Pflanze gilt als stark giftig.
Hauptwirkstoffe: Die Pflanze enthält einen ätzenden Milchsaft. Weiterhin enthalten die Samen das sehr giftige Toxalbumin Curcin, das dem Ricin ähnlich ist und beim Erhitzen über 50 °C unwirksam wird.
Vergiftungserscheinungen:
Laxierend, Samenextrakte wirken im Tierversuch dämpfend auf das isolierte Herz, führen zur Entspannung und Lähmung des isolierten Darmes, zu Blutdrucksenkung, rufen Polypnoe, gefolgt von Apnoe hervor, die zum Tod führt.
Die Samen führen besonders bei Kindern zu Blähungen, Erbrechen, Durchfall, Schwindel, Bewusstlosigkeit, Kollaps und Tod.
Geröstet gelten die Samen als essbar, da die Giftstoffe durch das Rösten zerstört werden.
Wirkungen auf die Haut und Schleimhaut:
Auf der Haut und den Schleimhäuten verursacht der Milchsaft eine Entzündungsreaktion.
Anwendungen: In der Volksheilkunde früher weitverbreitet als drastisches Abführmittel genutzt. Auch bei Hauterkrankungen (Krätze, Ekzeme, Herpes), als Einreibemittel bei Rheuma und Wurmbefall, sowie zur Auslösung eines Aborts wurde die Droge verwendet. In Südamerika, Indien, Westafrika werden die Samen als Fischgift verwendet, in Afrika auch als Rattengift.

## Verbreitung
Das natürliche Verbreitungsgebiet der Art liegt im tropischen Amerika, in der Karibik und von Mexiko bis Chile. Von dort wurde sie durch portugiesische und holländische Seefahrer nach Asien (Indien, Philippinen, Malaysia) und Afrika gebracht.

## Kultivierung und Nutzung

### Kultivierung
Die Purgiernuss ist sehr robust, genügsam und wenig krankheitsanfällig. Da sie durch ihre Sukkulenz auch länger anhaltende Trockenheit gut übersteht und wegen ihres giftigen Saftes kaum von Tieren gefressen wird, ist sie in tropischen Ländern eine ideale Pflanze zur Aufforstung kahler Landstriche oder zur Wiederaufforstung wegen Dürre oder Bodenerosion aufgegebener Agrarflächen. Häufig wird sie auch als Schutzhecke um andere Nutzpflanzungen gesetzt.
Von großem wirtschaftlichen Interesse ist das aus den Samen gewonnene Jatrophaöl (Purgiernussöl, Heilnussöl, Curcasöl auch Höllenöl). Roh kann es als Lampenöl oder als Brennstoff zum Kochen verwendet werden. Weiterverarbeitet wird es zu Seife und Kerzen. Der nach der Extraktion des Öls verbleibende Presskuchen stellt einen sehr guten Dünger dar.
Ein noch ungelöstes Problem stellen die in den Samen und dem daraus gewonnenen Öl enthaltenen Giftstoffe dar. Da diese scharf brennend schmecken und drastisch abführend und brecherregend wirken, ist das Öl nicht zum Verzehr geeignet. Versuche, die Giftstoffe mit einer in tropischen Ländern praktikablen Methode zu entfernen, blieben bisher erfolglos. Neue Hoffnung wird daher in eine in Mexiko entdeckte Jatropha-Art die Jatropha peltata gesetzt, die die Giftstoffe nicht oder nur in äußerst geringer Konzentration enthält.
Gerade in Regionen mit schwacher Infrastruktur kann der Jatropha-Anbau einen positiven ökonomischen und ökologischen Beitrag leisten:
- Da Jatropha auch auf ertragsschwachen Böden angebaut werden kann, konkurriert die Pflanze nicht direkt mit Flächen, die z. B. für die Produktion von Nahrungsmitteln genutzt werden können (Flächenkonkurrenz). Der Anbau von Jatropha kann den Landwirten damit eine zusätzliche Einnahmequelle erschließen.
- Weil das Öl nicht genießbar ist, stellt sich bei Jatropha der notorische Konflikt „Tank oder Teller“ („food or fuel“ – Nutzungskonkurrenz) nicht – wenn sie auf entsprechenden Böden angebaut wird.
- Jatrophanüsse können über einen längeren Zeitraum ohne Haltbarkeitsprobleme gelagert und müssen nach der Ernte nicht sofort verarbeitet werden (im Gegensatz z. B. zu Palmöl).
- Jatrophaöl kann für den Eigenbedarf als direktes Substitut für Diesel verwendet werden und (nach einfacher Modifikation des Motors) in Fahrzeugen und Stromgeneratoren zum Einsatz kommen. Außerdem kann es zum Kochen oder als Energiequelle für Lampen benutzt werden.
- Dabei ist Jatrophaöl CO2-neutral und verbrennt geruchlos.
- Die Jatrophapflanze kann zur Regeneration von Bodenqualität beitragen. Der bei der Ölpressung entstehende Presskuchen (Jatropha Seed Press Cake, JSPC) lässt sich zudem als sehr effektives organisches Düngemittel einsetzen.
- Allerdings ist der Wasserverbrauch im Vergleich zu anderen Energiepflanzen extrem hoch.

Die Weltbank unterstützt den Anbau von Jatropha curcas mittlerweile unter vier Bedingungen, die z. B. in Indien gegeben sein können:
- keine Nutzung von fruchtbarem Land
- geringe Transportkosten
- angemessene Löhne
- Vermeidung von Erdölimporten

Die Samen haben einen Ölanteil von über 45 %, das obendrein mit einer Cetanzahl von etwa 40–50 (Biodiesel aus Rapsöl hat etwa 54) ein sehr effektives, technisch nutzbares Pflanzenöl ist. Der Anbau ist demnach besonders lohnend, nicht nur für die Subsistenzwirtschaft (Ölproduktion für den Eigenbedarf), sondern auch für den Weiterverkauf auf den internationalen Markt.

### Nutzung als Treibstoff
Die Zahlen der folgenden Tabelle sind der Onlineversion des Chemielexikons von Römpp entnommen.
| Eigenschaft                           | Jatropha-Methylester | EU-Standard |
| ------------------------------------- | -------------------- | ----------- |
| Dichte bei 15 °Ct [g·L−1]             | 884                  | 860–900     |
| Viskosität bei 40 °C [mm2·s−1]        | 4,9                  | 3,5–5,0     |
| Flammpunkt [°C]                       | 169                  | >101        |
| Iodzahl [g·100 g−1] (ungesättigte V.) | 98                   | <120        |
| Cetanzahl                             | 58–62                | >51         |
| Phosphor-Gehalt [mg·kg−1]             | <1                   | <10         |
| Schwefel-Gehalt [mg·kg−1]             | <1                   | <10         |

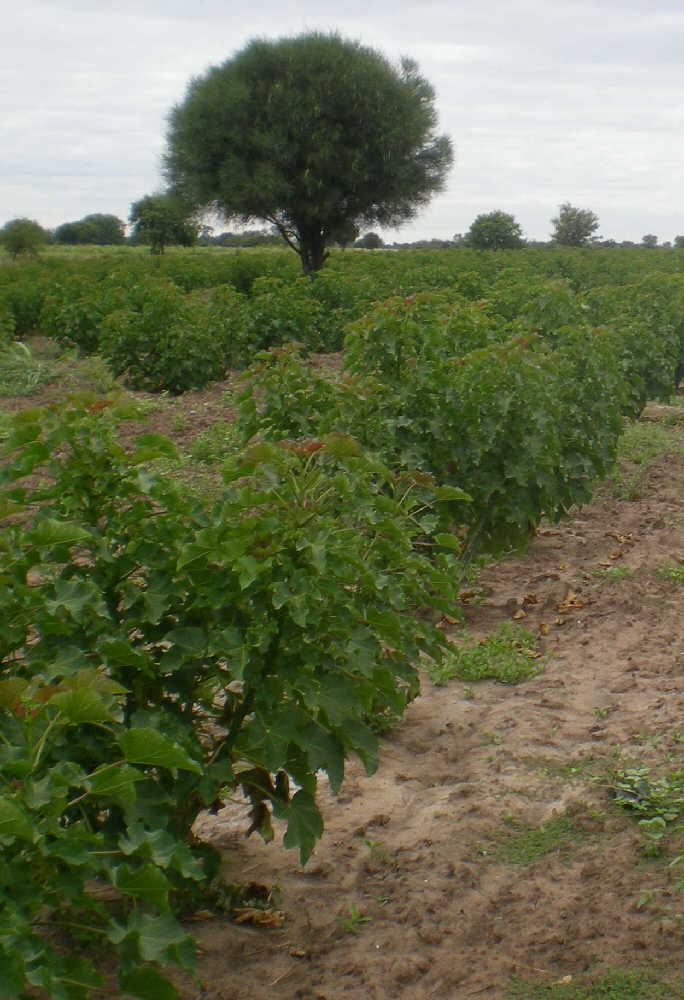
Jatropha-Plantage im ariden Westen des Paraguay Chaco

Ein besonderes Interesse gilt der Verarbeitung zu „Biodiesel“ und vor allem kaltgepresstem Pflanzenöl, das insbesondere finanzschwachen tropischen Ländern den Import teurer Kraftstoffe auf Erdölbasis erspart, weil es in speziell angepassten Motoren direkt genutzt werden kann. In einer Zusammenarbeit mit der Gesellschaft für Technische Zusammenarbeit (GTZ) und der Universität Stuttgart-Hohenheim wird daher in einem Forschungs- und Produktions-Projekt im indischen Gujarat der Anbau dieser Pflanze forciert. Mit dem dort erzeugten Kraftstoff können Dieselmotoren betrieben werden, welche die Abgasnorm Euro 3 erfüllen.
Am 9. Januar 2008 teilten die Bayer AG, der amerikanische Agrarkonzern Archer Daniels Midland Co. und der Automobilkonzern Daimler AG mit, in einer Kooperation Jatropha curcas als Lieferant von Einsatzstoffen zur industriellen Herstellung von Biodiesel erforschen und entwickeln zu wollen. In diesem Zusammenhang wollen die Unternehmen verbindliche Produktions- und Qualitätsstandards für aus Jatropha produzierten Biodiesel definieren.
Boeing und Air New Zealand haben in einem Forschungsprojekt einen Flugzeugtreibstoff entwickelt, der je zur Hälfte aus Purgiernussöl und Kerosin besteht. Der erste Flug mit diesem Treibstoff fand am 30. Dezember 2008 statt. Dazu wurde ein Jumbojet verwendet, bei dem ein Rolls-Royce-RB211-Triebwerk mit dem neuen Treibstoff betrieben wurde. Der Treibstoff hat einen Gefrierpunkt bei −47 °C und einen Flammpunkt bei 38 °C und hat somit ähnliche Eigenschaften wie die am meisten verwendeten Kerosinsorte Jet A-1. Auch andere Airlines planten Testflüge durchzuführen.
Die Lufthansa plante für 2011 auf der Strecke Hamburg-Frankfurt am Main achtmal täglich das Treibstoffgemisch zu nutzen. Nach sechs Monaten Test und in der Hoffnung auf ein Förderprogramm der Bundesregierung aus dem Jahre 2013 fand am 15. September 2014 der erste europäische Linienflug mit dem Biokraftstoff statt. Die Lufthansa gab bekannt, am Aufbau einer Lieferkette zu arbeiten.
In den 2010er Jahren erlahmte das Interesse an alternativen Flugtreibstoffen auf Basis von Purgiernuss wieder. Angesichts des erwarteten Wachstums im Luftverkehr, hohem Wasserbedarf im Anbau und eines hohen CO2-Fußabdrucks erwarten Verkehrswissenschaftler keinen hohe Beitrag des Biokraftstoffs zum Klimaschutz, vielmehr ordnen sie ihn als „Technologiemythos“ ein.

### Diskussion umJatropha-Anbau
Aufgrund der positiven Auswirkungen des Jatrophaanbaus erfährt das Thema ein hohes Maß an Aufmerksamkeit und Unterstützung aus der internationalen Entwicklungspolitik und der jeweiligen lokalen Politik. Tatsächlich kann die Kultivation der Jatrophapflanze viele positive Effekte ökologischer, ökonomischer (und sozialer) Art freisetzen, allerdings sollten auch mögliche negative Auswirkungen nicht vernachlässigt werden. Beispielsweise greift das Argument, Jatropha stehe nicht in Konkurrenz mit dem Anbau von Nahrungsmitteln, naturgemäß dann nicht, wenn die Pflanze auf Flächen ausgesät wird, die sich aufgrund der Bodenqualität auch für den Nahrungsmittelanbau eignen. Ein attraktiver Abnahmepreis für Jatrophaöl treibt beispielsweise in einigen Regionen Afrikas viele Bauern dazu, von Nahrungsmittel- auf Jatrophaanbau umzusteigen und dadurch weiter zur lokalen Lebensmittelknappheit beizutragen.
Die Pflanze ist genau wie jede andere Art anfällig für Schädlinge und Krankheiten, was besonders in größeren Monokulturen problematisch werden kann. Darüber hinaus handelt es sich bei Jatropha um eine Wildpflanze, über deren genaue Eigenschaften hinsichtlich Ernteoptimierung, Ertragsmaximierung etc. noch großer Forschungsbedarf besteht – die wissenschaftliche Forschung steht bezüglich der Zucht von Samen und Pflanzen noch ganz am Anfang.
Auch der Anbau auf nicht zum Ackerbau geeigneten Flächen steht in der Kritik, weil auch auf diesen Flächen teilweise Konflikte mit Nutzungen durch die örtliche Bevölkerung oder nomadische Volksgruppen bestehen. Entsprechende Konflikte mit etablierten Formen der extensiven Landwirtschaft beschreibt Amnesty International beispielsweise aus Regionen Indiens.
Die Schweizer Zeitung Die Wochenzeitung (WOZ) analysierte die Vor- und Nachteile: Die magere Ausbeute pro Hektar und der hohe Energieaufwand für Kunstdünger und die Weiterverarbeitung der Samen lassen das Allheilmittel zweifelhaft erscheinen. „Man muss Jatropha als eine Pflanze für lokale Anwendungen im Kleinen sehen, für Lampenöle, Seifen und Ähnliches. Da ist sie sehr sinnvoll“, wird eine Wissenschaftlerin zitiert. „Aber im großtechnischen Maßstab kann es schnell in eine ungewollte Richtung gehen.“
In der Europäischen Union (EU) soll der Anteil an Biokraftstoff in den nächsten Jahren deutlich ausgebaut werden. Um die Nachhaltigkeit bei der Erzeugung der Biokraftstoffe sicherzustellen, wurden 2009 entsprechende Vorgaben mit der EU-Richtlinie 2009/28/EG (Erneuerbare-Energien-Richtlinie) erlassen. Durch die bis 2010 vollständig in Kraft getretene Biomassestrom-Nachhaltigkeitsverordnung (BioSt-NachV) und Biokraftstoff-Nachhaltigkeitsverordnung (Biokraft-NachV) wurden diese Vorgaben in deutsches Recht umgesetzt. Kriterien zur Umwelt- und Klimaverträglichkeit, zu sozialen Aspekten und anderem sind enthalten und sollen Fehlentwicklungen bei der Biokraftstofferzeugung, z. B. aus Jatropha, vermeiden. Mit Zertifizierungssystemen für Biomasse soll die Nachvollziehbarkeit der Herkunft auch aus Nicht-EU-Staaten sichergestellt werden.

## Aktuelle Bedeutung und Perspektive
Im Jahr 2008 bestanden über 900.000 ha Jatropha-Anbaufläche in 242 Projekten. In Asien fanden sich 85 %, weitere in Afrika und Südamerika. Die jährlichen Investitionen lagen im Schnitt bei 0,5 bis 1 Mrd. US$. Zu dieser Zeit prognostizierte man noch bis 2010 eine Ausweitung auf fast 5 Mio. ha und bis 2015 auf rund 13 Mio. ha. Die Initiative für Projekte ging vor allem von Regierungen aus, vermehrt engagierten sich aber auch Ölunternehmen und Energiekonzerne. Diese Wachstumserwartungen erfüllten sich jedoch bei weitem nicht. Nach 2008 und Beginn der weltweiten Finanzkrise wurden weniger Projekte ins Leben gerufen. Viele Projekte scheiterten. Mitte 2011 lagen die weltweiten Anbauflächen bei 1,2 Mio. ha. Davon waren allein 860.000 ha auf fünf sehr große Projekte in Asien zurückzuführen.
Die Anbauflächen im Jahr 2008 waren zuvor zu 45 % landwirtschaftlich genutzte Flächen für den Nicht-Nahrungsbereich. 5 % waren einstige Sekundär- und 0,3 % Primärwaldflächen. Nur 1,2 % waren zuvor für die Nahrungsmittelerzeugung genutzt worden. Auf rund der Hälfte der Fläche findet Bewässerung statt.
Potentielle Anbauflächen, auf denen mit geringen Auswirkungen auf die Umwelt aber auch mit niedrigem Ertrag (0,25 bis 0,75 t getrockneter Samen je Hektar) zu rechnen wäre, machen weltweit etwa 300 Mio. Hektar aus. Bezieht man auch Flächen mit höherem Ertrag bei gravierenderen Umweltschäden mit ein, liegt das Anbaupotenzial bei bis zu ca. 2.500 Mio. Hektar mit einem potentiellen Ertrag von bis zu knapp 6 Mio. Tonnen getrockneter Samen jährlich.

## Kultivierung als Zierpflanze
In Mitteleuropa als Zierpflanze gehalten benötigt die Purgiernuss einen warmen und vollsonnigen Stand. Die Vegetationsperiode dauert etwa von April bis Oktober. Wenn im Herbst die Blätter welken, muss die Pflanze bis zum Frühling warm (min. 15 °C) und trocken gehalten werden. Wird im Winter gegossen, vergeilt die Pflanze oder kann faulen.